# Мармато
Мармато (исп. Marmato) — город и муниципалитет в центральной части Колумбии, на территории департамента Кальдас. Входит в состав Верхне-Западного субрегиона.

## История
Поселение, из которого позднее вырос город, было основано в 1537 году.

## Географическое положение

Муниципалитет Мармато

Город расположен в северо-западной части департамента, в пределах горной местности Западной Кордильеры, на левом берегу реки Кауки, на расстоянии приблизительно 43 километров к северо-северо-западу от города Манисалес, административного центра департамента. Абсолютная высота — 1327 метров над уровнем моря.
Муниципалитет Мармато граничит на востоке с территорией муниципалитета Пакора, на юго-востоке — с муниципалитетом Ла-Мерсед, на юге и западе — с муниципалитетом Супия, на севере — с территорией департамента Антьокия. Площадь муниципалитета составляет 41 км².

## Население
По данным Национального административного департамента статистики Колумбии, совокупная численность населения города и муниципалитета в 2024 году составляла 9284 человека.
Динамика численности населения муниципалитета по годам:
| 2005 | 2010 | 2015 | 2020 | 2021 | 2022 | 2023 | 2024 |
| ---- | ---- | ---- | ---- | ---- | ---- | ---- | ---- |
| 8455 | 8782 | 9096 | 9068 | 9143 | 9190 | 9255 | 9284 |

## Транспорт
К востоку от города проходит национальное шоссе № 25 (исп. Ruta Nacional 25).